# Широков, Пётр Петрович
Пётр Петрович Широков (22 марта 1917 — 21 октября 1946) — командир роты 665-го стрелкового полка 216-й стрелковой дивизии 51-й армии 4-го Украинского фронта, старший лейтенант. Герой Советского Союза.

## Биография
Родился 9 марта 1917 года в деревне Курский Рядок (ныне — Бологовского района Тверской области). Окончил семь классов неполной средней школы. Работал токарем на заводе в городе Красный Луч Ворошиловградской области Украины.
В 1937 году призван в ряды Красной Армии. В 1941 году окончил Великоустюгское военное пехотное училище. В боях Великой Отечественной войны — с июня 1941 года. Воевал на 4-м Украинском фронте. Член ВКП(б) с 1943 года.
Командир роты 665-го стрелкового полка старший лейтенант П. П. Широков особо отличился при освобождении Севастополя. Штурм Сапун-горы, ключевой возвышенности у Севастополя, — одна из самых блестящих страниц в истории Великой Отечественной войны. Воины 51-й и Приморской армий после полуторачасовой артиллерийской и авиационной подготовки 7 мая 1944 года пошли в наступление на мощный укрепленный узел врага. Противники, укрывшиеся в железобетонных дотах, среди каменных глыб, отчаянно отбивались. Наши воины, развернув красные флаги, упорно, шаг за шагом, продвигались вперёд. На другой день крепость пала.
В числе штурмовавших Сапун-гору была и рота старшего лейтенанта П. П. Широкова. Бойцы П. П. Широкова задачу выполнили и закрепились в районе старого кладбища. Рано утром 9 мая 1944 года противники, не желавшие смириться с потерей командной высоты, пошли в контратаку на позиции роты. П. П. Широков понял намерение врага: сильным ударом занять нашу позицию, зайти во фланг 8-и и 9-й ротам, отрезать весь полк и прорваться к Сапун-горе, вернуть утерянное.
Подпустив контратакующих совсем близко, на 50—60 метров, П. П. Широков приказал открыть огонь. Бегущие впереди противники падали. За ними появлялись другие цепи, другие колонны. Немцы залегли. Воспользовавшись этим, ротный поднялся во весь рост и крикнул: «За Родину. Даешь Севастополь.» За ним поднялись бойцы и пошли в атаку на врага. Впереди бежал старший лейтенант П. П. Широков и расстреливал из автомата бегущих фашистов. Несколько отставал левый фланг роты, так как ему мешал ручной пулемёт немцев, установленный за грудой надмогильных камней. Заметив это, П. П. Широков был в пятнадцати метрах от пулемёта, но тут поднялись пятеро противников, чтоб преградить ему путь. В упор расстреляв трёх фашистов, он, не имея больше патронов, двух прикончил прикладом автомата.
Ещё стремительный бросок, и П. П. Широков, убив прикладом вражеского пулемётчика, повернул пулемёт и повёл шквальный огонь по остаткам неприятельских цепей. Полк развил атаку, начатую ротой старшего лейтенанта П. П. Широкова, и через несколько часов был у стен города Севастополя. Рота на этом участке первой ворвалась в город. На высоте у исторической панорамы обороны Севастополя в 1854—1855 годах, у памятника генералу Тотлебену, бойцы П. П. Широкова водрузили красный флаг.
Указом Президиума Верховного Совета СССР от 24 марта 1945 года за образцовое выполнение боевых заданий командования в боях за освобождение Севастополя и проявленные при этом мужество и героизм старшему лейтенанту Широкову Петру Петровичу присвоено звание Героя Советского Союза с вручением ордена Ленина и медали «Золотая Звезда».
24 июня 1945 года П. П. Широков участвовал в историческом Параде Победы в Москве на Красной площади.
С 1945 года капитан П. П. Широков — в запасе. Жил в Краснодаре. Умер 21 октября 1946 года. Похоронен в Краснодаре на Всесвятском кладбище.
Награждён орденами Ленина, Красного Знамени, Отечественной войны 1-й степени, медалями.